# ブトワル
ブトワル(ネパール語: बुटवल, Butwal)は、ネパールのルンビニ州ルーパンデヒ郡に属する都市。地方自治体としての正式名称はブトワル準大都市（ बुटवल उपमहानगरपालिका 英語: Butwal Sub-Metropolitan City）。
2021年国勢調査の人口は19万5054人。
面積は101.61km2。 

## 概要
首都カトマンズから西に240km離れている。
二つの大きな病院がある。ブトワル郡病院（国立病院である）と、女性と子供専門のAMDA病院である。
ブトワルには多くの学校や大学がある。ブトワル複合キャンパスは国立大学で、5000人以上の学生が芸術、教育、科学を学んでいる。
バイラハワと異なり、ブトワルの人口の過半数は丘陵部の民族である。
近くの場所は：
チャランガ
デヴィナガル
マイチリ　パテャ
アマル　パテャ
ゴル　パルク
ミラン　チョク
ラジャ　マルガ
カリカナガル
デビ　ナガル
ハツ　ブジャル
デプ　ナガル
パリ　ブトワル
タアム　ナガル

## 歴史
1932年にラマピテクスの化石がティナウ川で見つかった。